# شيزوكا إيشيباشي
شيزوكا إيشيباشي (Ishibashi Shizuka 石橋 静河، من مواليد 8 يوليو 1994) ممثلة يابانية، حصلت على جائزة بلو ريبون لأفضل قادم جديد عام 2017، عن دورها في ليلة سماء طوكيو أكثر كثافة من الأزرق دائما

## السيرة الذاتية
ولد إيشيباشي في المرتبة الثانية من بين ثلاث بنات من الممثلين ريو إشيباشي وميكو هارادا. بدأت الباليه الكلاسيكي في سن الرابعة وفي عام 2009 ذهبت إلى الخارج للدراسة في مدارس الباليه في بوسطن وكالجاري ، قبل أن تعود إلى اليابان في عام 2013.
بعد عودتها، كانت نشطة كراقصة معاصرة حتى بدأت التمثيل في عام 2015.

## الحياة الشخصية
شقيقة إشيباشي الكبرى هي مغنية تنشر موسيقها تحت اسم Yuga ، وظهر الاثنان معاً في إعلان تجاري لـ يونيكلو في عام 2017.

## الروابط الخارجية
- شيزوكا إيشيباشي على موقع IMDb (الإنجليزية)
- شيزوكا إيشيباشي على موقع ألو سيني (الفرنسية)
- شيزوكا إيشيباشي على موقع قاعدة بيانات الفيلم (الإنجليزية)

- شيزوكا إيشيباشي على إنستغرام
- Shizuka Ishibashi في قاعدة بيانات الأفلام على الإنترنت
- Super Tramp  على فيسبوك.